# Giuliano Vangi
Giuliano Vangi, né le 13 mars 1931 à Barberino di Mugello (royaume d'Italie) et mort le 26 mars 2024 à Pesaro (Marches, Italie), est un sculpteur et peintre italien actif aux XXe et XXIe siècles.

## Biographie

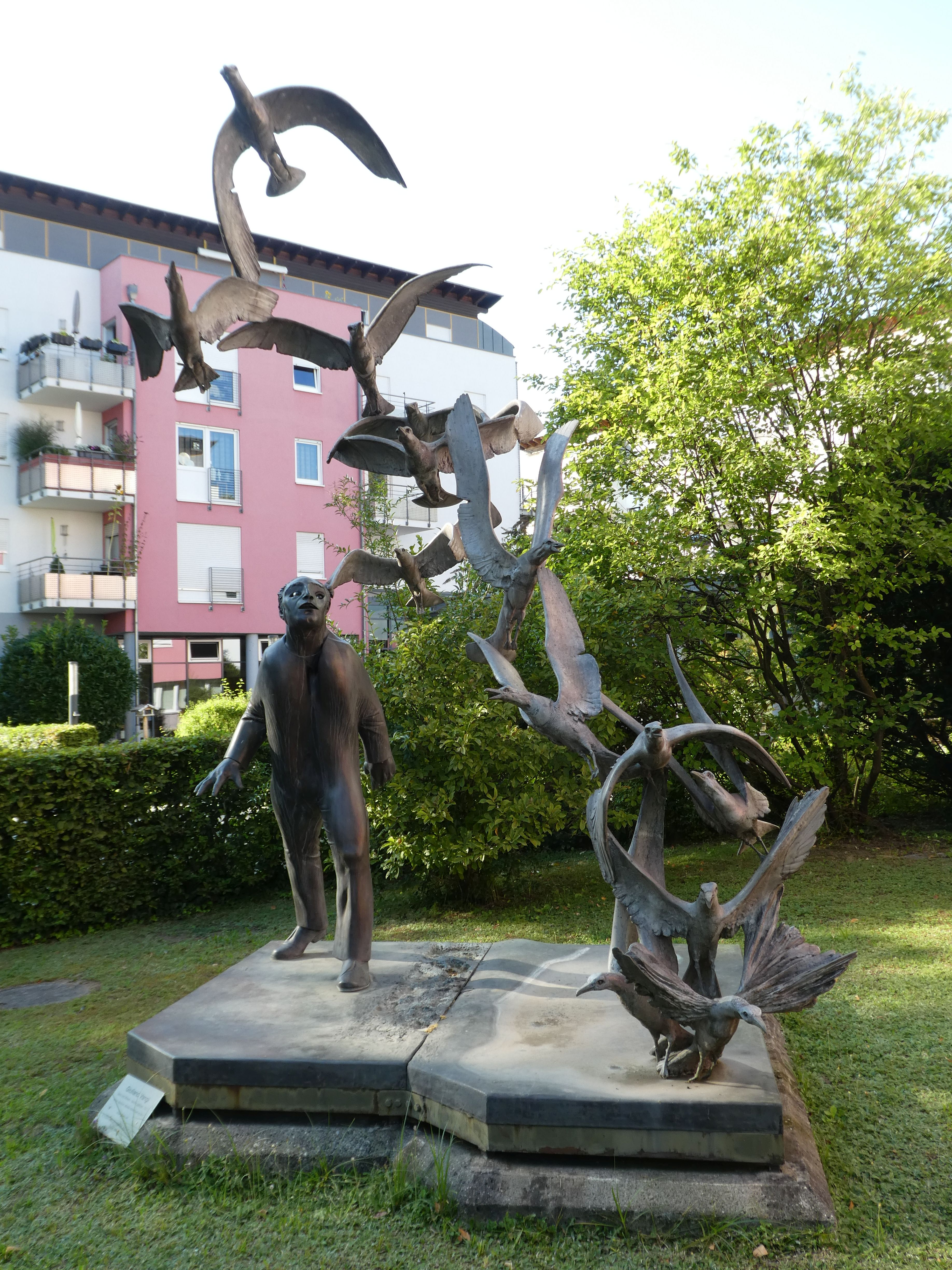
Homme et mouettes, bronze/aluminium, Baden-Baden, 2020.

Giuliano Vangi a étudié à l'Istituto d'arte (it) et à l'Académie des beaux- arts de Florence. Il a enseigné de 1950 à 1959 à l'Institut de l'Art à Pesaro. En 1959, il déménage au Brésil où il se consacre à des études abstraites, travaillant cristaux et métaux (comme le fer et l'acier).
En 1962, il revient en Italie et s'établit d'abord à Varèse, ensuite à Pesaro. Il a été membre de l'Académie du dessin de Florence, de l'Accademia di San Luca et de l'Académie pontificale des Vertueux au Panthéon à Rome. Il a participé à de nombreuses expositions à travers le monde, dont au Palazzo Strozzi en 1967.
Giuliano Vangi reçoit en 2002, le Praemium Imperiale, catégorie sculpture. Ce prix est considéré comme le prix Nobel des arts.
En tant que peintre, il a réalisé les deux Sangalli (étendards) du Palio di Asti de 1994.

## Œuvres
- Statue de saint Jean-Baptiste, Florence.
- La louve, Place Postierla, Sienne.
- Crucifix et nouveau presbytère, Dôme de Padoue.
- Le nouvel autel et l'ambon, Cathédrale Notre-Dame de l'Assomption de Pise.
- Varcare la Soglia (franchir le seuil), (1999) sculpture polychrome en marbre, entrée des Musées du Vatican.
- Sculpture en bois polychrome, salle Garibaldi, Palais du Sénat, Capitole.
- Femme en mouvement, place du centre, Pontedera.
- Ambon en pierre sur le thème de Marie de Magdala, église de Padre Pio, San Giovanni Rotondo, Foggia (en collaboration avec l'architecte Renzo Piano).
- Chapelle du cimetière communal d'Azzano, Spolète (en collaboration avec l'architecte Mario Botta).
- Sanctuaire Jean XXIII, Seriate, Bologne (en collaboration avec l'architecte Mario Botta).